# Prva Liga (pallavolo femminile, Macedonia del Nord)
La Prva Liga, massima divisione del campionato macedone, è una competizione pallavolistica per squadre di club macedoni femminili, organizzata con cadenza annuale dalla OFNM.

## Edizioni
| Anno             | Podio           | Podio           | Podio    |
| Campione         | Seconda         | Terza           |          |
| ---------------- | --------------- | --------------- | -------- |
| 1992-93 Dettagli | Rabotnički      | -               | -        |
| 1993-94 Dettagli | Makedonijâ      | -               | -        |
| 1994-95 Dettagli | Makedonijâ      | -               | -        |
| 1995-96 Dettagli | Rabotnički      | -               | -        |
| 1996-97 Dettagli | Rabotnički      | -               | -        |
| 1997-98 Dettagli | Rabotnički      | -               | -        |
| 1998-99 Dettagli | Rabotnički      | -               | -        |
| 1999-00 Dettagli | Rabotnički      | -               | -        |
| 2000-01 Dettagli | Kometal Student | Rabotnički      | -        |
| 2001-02 Dettagli | Kometal Student | Rabotnički      | -        |
| 2002-03 Dettagli | Kometal Student | -               | -        |
| 2003-04 Dettagli | Rabotnički      | -               | -        |
| 2004-05 Dettagli | Kometal Student | -               | -        |
| 2005-06 Dettagli | Rabotnički      | Kometal Student | -        |
| 2006-07 Dettagli | Rabotnički      | -               | -        |
| 2007-08 Dettagli | Forza           | Rabotnički      | -        |
| 2008-09 Dettagli | Forza           | Rabotnički      | -        |
| 2009-10 Dettagli | Forza           | Rabotnički      | -        |
| 2010-11 Dettagli | Forza           | -               | -        |
| 2011-12 Dettagli | Forza           | Foršped Veles   | -        |
| 2012-13 Dettagli | Forza           | Makedonijâ      | -        |
| 2013-14 Dettagli | Forza           | Janta           | -        |
| 2014-15 Dettagli | Rabotnički      | Janta           | -        |
| 2015-16 Dettagli | Janta           | Rabotnički      | -        |
| 2016-17 Dettagli | Kumanovo        | Janta           | -        |
| 2017-18 Dettagli | Janta           | Kumanovo        | -        |
| 2018-19 Dettagli | Rabotnički      | Rabotnički II   | Nakovski |
| 2019-20 Dettagli | Vardar          | Rabotnički      | Nakovski |
| 2020-21 Dettagli | Janta           | -               | -        |
| 2021-22 Dettagli | Rabotnički      | -               | -        |

## Palmarès
| Squadra         | Titolo | Edizione                                                                                                   |
| --------------- | ------ | --- |
| Rabotnički      | 12     | 1992-93, 1995-96, 1996-97, 1997-98, 1998-99, 1999-00, 2003-04, 2005-06, 2006-07, 2014-15, 2018-19, 2020-21 |
| Forza           | 7      | 2007-08, 2008-2009, 2009-10, 2010-11, 2011-12, 2012-13, 2013-14                                            |
| Kometal Student | 4      | 2000-01, 2001-02, 2002-03, 2004-05                                                                         |
| Janta           | 3      | 2015-2016, 2017-18, 2020-21                                                                                |
| Makedonijâ      | 2      | 1993-94, 1994-95                                                                                           |
| Kumanovo        | 1      | 2016-17 |
| Vardar          | 1      | 2019-20 |